# درازباله‌وار
درازباله‌وار (نام علمی: Dolichopteroides binocularis) نام یک گونه از سرده باله‌دراز است.